# Luís Henrique (football, 2001)
Pour les articles homonymes, voir Luis Henrique.
Ne doit pas être confondu avec Luiz Henrique.
Luís Henrique Tomaz de Lima, plus communément appelé Luís Henrique, né le 14 décembre 2001 à João Pessoa au Brésil, est un footballeur brésilien qui évolue au poste d'ailier droit ou de piston droit à l'Inter Milan.

## Biographie

### Carrière en club

#### Jeunesse et formation
Luís est formé dans le club de Três Passos (en), dans le Rio Grande do Sul au Brésil. Durant un tournoi international disputé avec les jeunes de son club, il est remarqué par le staff du Bayern Munich. Son équipe parvient à décrocher la victoire face au club bavarois (2-1), ce jour-là il inscrit un but et délivre une passe décisive. Il est alors été invité à venir s'entrainer avec eux en Europe et passe deux semaines à Munich, participant à quelques matches amicaux.

#### Botafogo FR (2018-2020)
Il est prêté en 2018 au club de Série A du Botafogo, qui acquiert une partie de ses droits. Avec le club de Rio, où il récupère le numéro 7 de Garrincha, il joue 21 matchs et marque 2 buts dès sa première saison.

#### Olympique de Marseille (2020-2022)
Le 25 septembre 2020, il est transféré à l'Olympique de Marseille, en France, pour une somme estimée à 12 millions d'euros.
Le 21 octobre 2020, il fait ses débuts en Ligue des champions lors des débuts de Marseille dans la compétition, entrant en jeu à la 77e minute à la place de Darío Benedetto joueur dont il apparait comme le plus plausible challenger dans l'effectif de Villas-Boas,. Il reçoit sa première titularisation pour le club phocéen le 25 novembre 2020, lors d'un match de Ligue des champions face au FC Porto.  
De moins en moins utilisé lors de la fin du mandat de Villas-Boas, il semble néanmoins relancer sa saison avec l'arrivée de Jorge Sampaoli : avec deux entrées en jeu remarquées contre Rennes puis Brest, il délivre 3 passes décisives lors de ces deux matchs, déterminantes dans le cadre de deux victoires serrées en Ligue 1,.
Il inscrit son premier but sous les couleurs Olympiennes le 19 décembre 2021, lors de la victoire de l'OM en Coupe de France contre l'ES Cannet Rocheville.

#### Botafogo FR (2022-2024)
Le 21 juillet 2022, après deux saisons à l'OM sans réussir à s'imposer, il retourne au Botafogo dans le cadre d'un prêt  d'un an et demi jusqu'à fin 2023 avec obligation d'achat s'il joue la moitié des minutes possibles.

#### Olympique de Marseille (2024-2025)
L'obligation d'achat automatique de Botafogo liée à un certain nombre de minutes jouées par Luís Henrique n'ayant pas été atteint, la moitié des minutes de son équipe, il revient à l'OM au mercato hivernal de la saison 2023-2024. Gennaro Gattuso, l’entraîneur en fonction à son retour, lui accord sa confiance et le titularise dès le 27 janvier face à l'AS Monaco (19e journée, 2-2). Le 18 avril 2024, il marque le penalty vainqueur lors de la séance de tirs au but contre le Benfica en quarts de finale de Ligue Europa. 
Il lance sa saison 2024-2025 par un doublé sur la pelouse du stade brestois (1re journée, victoire 1-5). Son contrat est prolongé jusqu'en 2028 le 23 août 2024. Le 31 août 2024, il est impliqué sur les 3 buts inscrits par son équipe à Toulouse (3e journée, victoire 1-3). Titulaire indiscutable sous les ordres de Roberto De Zerbi, il conclut la première moitié de saison avec 17 apparitions, dont 15 titularisations, 6 buts inscrits et 5 passes décisives données. Le 2 février 2025, il délivre le stade Vélodrome en inscrivant le but victorieux à la 85e minute de jeu face à l'Olympique lyonnais (20e journée, victoire 3-2). Néanmoins, il se montre moins décisif et est moins en vue sur le début d'année civile 2025. Il débute ainsi la 25e journée sur le banc pour la réception du RC Lens (défaite 0-1). Rentrant en jeu à la place de Bilal Nadir à la mi-temps, son manque d'implication sur le repli défensif amène le but de la victoire des lensois à la 94e minute de jeu. 

#### Inter Milan (2025-)
Le 7 juin 2025, il signe officiellement à l'Inter Milan pour un contrat de trois ans et un montant de 23 millions d'euros. Il joue son premier match sous ses nouvelles couleurs dix jours plus tard en entrant en jeu lors du premier tour de la Coupe du monde des clubs face au CF Monterrey.

## Style de jeu
Henrique est un joueur habile balle au pied et doté d'une bonne capacité d'accélération. Lors de sa première année marseillaise, il s'illustre à plusieurs reprises par ses actions mais pêche dans la finition, délivrant cependant plusieurs passes décisives lors de ses entrées en jeu.

## Statistiques

### En club
| Saison                | Club                   | Championnat           | Championnat | Championnat | Championnat | Coupe(s) nationale(s) | Coupe(s) nationale(s) | Coupe(s) nationale(s) | Compétition(s) continentale(s) | Compétition(s) continentale(s) | Compétition(s) continentale(s) | Compétition(s) continentale(s) | Ligue régionale | Ligue régionale | Ligue régionale | Coupe du monde des clubs | Coupe du monde des clubs | Coupe du monde des clubs | Total | Total | Total |
| Saison                | Club                   | Division              | M.          | B.          | P.d.        | M.                    | B.                    | P.d.                  | Comp.                          | M.                             | B.                             | P.d.                           | M.              | B.              | P.d.            | M.                       | B.                       | P.d.                     | M.    | B.    | P.d.  |
| 2019                  | Botafogo FR            | Série A               | 2           | 0           | 1           | -                     | -                     | -                     | -                              | -                              | -                              | -                              | -               | -               | -               | -                        | -                        | -                        | 2     | 0     | 1     |
| 2020                  | Botafogo FR            | Série A               | 5           | 0           | 0           | 4                     | 0                     | 0                     | -                              | -                              | -                              | -                              | 10              | 2               | 4               | -                        | -                        | -                        | 19    | 2     | 4     |
| Sous-total            | Sous-total             | Sous-total            | 7           | 0           | 1           | 4                     | 0                     | 0                     | -                              | -                              | -                              | -                              | 10              | 2               | 4               | -                        | -                        | -                        | 21    | 2     | 5     |
| 2020-2021             | Olympique de Marseille | Ligue 1               | 19          | 0           | 5           | 2                     | 0                     | 0                     | C1                             | 3                              | 0                              | 0                              | -               | -               | -               | -                        | -                        | -                        | 24    | 0     | 5     |
| 2021-2022             | Olympique de Marseille | Ligue 1               | 20          | 0           | 1           | 3                     | 1                     | 0                     | C3                             | 2                              | 0                              | 0                              | -               | -               | -               | -                        | -                        | -                        | 25    | 1     | 1     |
| 2023-2024             | Olympique de Marseille | Ligue 1               | 15          | 1           | 0           | 2                     | 0                     | 0                     | C3                             | 7                              | 0                              | 0                              | -               | -               | -               | -                        | -                        | -                        | 24    | 1     | 0     |
| 2024-2025             | Olympique de Marseille | Ligue 1               | 33          | 7           | 7           | 2                     | 2                     | 2                     | -                              | -                              | -                              | -                              | -               | -               | -               | -                        | -                        | -                        | 35    | 9     | 9     |
| Sous-total            | Sous-total             | Sous-total            | 87          | 8           | 13          | 9                     | 3                     | 2                     | -                              | 12                             | 0                              | 0                              | -               | -               | -               | -                        | -                        | -                        | 108   | 11    | 15    |
| 2022                  | Botafogo FR (prêt)     | Série A               | 10          | 0           | 0           | -                     | -                     | -                     | -                              | -                              | -                              | -                              | -               | -               | -               | -                        | -                        | -                        | 10    | 0     | 0     |
| 2023                  | Botafogo FR (prêt)     | Série A               | 34          | 4           | 2           | 6                     | 1                     | 1                     | CS                             | 9                              | 1                              | 0                              | 10              | 0               | 1               | -                        | -                        | -                        | 59    | 6     | 4     |
| Sous-total            | Sous-total             | Sous-total            | 44          | 4           | 2           | 6                     | 1                     | 1                     | -                              | 9                              | 1                              | 0                              | 10              | 0               | 1               | -                        | -                        | -                        | 69    | 6     | 4     |
| 2024-2025             | Inter Milan            | Série A               | -           | -           | -           | -                     | -                     | -                     | -                              | -                              | -                              | -                              | -               | -               | -               | 3                        | 0                        | 0                        | 3     | 0     | 0     |
| Total sur la carrière | Total sur la carrière  | Total sur la carrière | 138         | 12          | 16          | 19                    | 4                     | 3                     | -                              | 21                             | 1                              | 0                              | 20              | 2               | 5               | 3                        | 0                        | 0                        | 201   | 19    | 24    |

## Palmarès

### Palmarès en club
Avec l'Olympique de Marseille, il est vice-champion de France en 2022 et 2025. 
Avec Botafogo, il remporte la Coupe Rio en 2023.

### Distinctions individuelles
Luis Henrique est élu Olympien du mois en décembre 2024.